# Fàbrica la Providència (Tortosa)
La fàbrica la Providència és una antiga fàbrica de Tortosa (Baix Ebre) inclòs a l'Inventari del Patrimoni Arquitectònic de Catalunya.

## Descripció
Era fàbrica de farines avui en desús. Se n'ha adaptat un sector, amb façana a la carretera de Saragossa, com a habitatge i la resta és abandonada. Conforma un recinte rectangular al voltant d'un pati central. El sector de l'antiga fàbrica ocupa la banda nord. Es dividia en cinc nivells no homogenis, palesos a la façana nord, amb coberta en forma de terrassa amb balustrada. A un lateral del terrat s'aixeca una torre rectangular de tres cossos superposats en disminució de mida que li dona un aspecte característic. Els sectors de magatzems, a la banda oest, és força enderrocat i de construcció poc acurada. Quant al d'habitatges, apareix força modificat. S'hi accedeix mitjançant un pas obert a la planta baixa que dona al pati interior.
El material de construcció és el maó, arrebossat i pintat. El recobriment, que no es va fer en el sector de magatzems, es troba força deteriorat.

## Història
Els propietaris eren descendents de Joan Figueras Ribers, fundador de la fàbrica, pensen que es tracta d'una construcció de principis de segle, sense poder fer cap altra apreciació. Vora l'accés al pati hi ha dues plaques indicant on arribar les riades de l'Ebre dels anys 1907 i 1937.
No es conserva res de l'antiga maquinària de la fàbrica, venuda per a ferralla en plegar l'empresa.
Abans de ser fàbrica de farina l'edifici s'hauria utilitzat com a fàbrica d'oruxo, fona de ferro i fàbrica de sabó.